# Axiodes dochmoleuca
Axiodes dochmoleuca är en fjärilsart som beskrevs av Louis Beethoven Prout 1917. Axiodes dochmoleuca ingår i släktet Axiodes och familjen mätare. Inga underarter finns listade i Catalogue of Life.